# 크림 플랫폼
크림 플랫폼(우크라이나어: Кримська платформа, 영어: Crimea Platform, 크림 타타르어: Qırım platforması)은 크림반도를 임시 점령하고 있는 러시아 연방을 위협하면서 우크라이나의 통제 하에 크림반도 반환을 위한 국제적 지지 확보를 목적으로 개최한 국제회의이다.
크림 플랫폼은 2020년에 젤렌스키 대통령이 제안해서 우크라이나 외교부가 진행하였다. 크림 플랫폼은 우크라이나 반도를 탈환하기 위한 모든 국내, 국제적인 노력을 총동원 하기 위해 설계되었다.
크림 플랫폼은 키예프에 있는 사무실에서 지속적으로 운영된다.

## 협상 주제, 형식
드미트로 쿨레바 (Dmytro Kuleba) 외교부 장관은 <크림 플랫폼> 협상 업무에 대해 5가지 예상 우선순위를 다음과 같이 정했다.
"첫째, 항해의 자유를 포함한 안보이다. 둘째, 침략 국가에 대한 제재 제한의 실효성을 보장한다. 셋째, 인권과 국제인도법의 보호이다. 넷째, 교육적, 문화적, 종교적 권리를 보호한다. 다섯째, 크림반도의 임시 점령이 경제와 환경에 미치는 부정적인 영향을 극복한다."
- 드미트로 쿨레바 (Dmytro Kuleba)
크림 플랫폼 활동은 아래의 다섯 가지 부분에서 이루어집니다
- 크림반도의 위상 변화에 대해 불인정하는 국제정책 강화
- 제재의 효과, 우회 경로의 강화 및 차단
- 인권 및 국제인도법 보호
- 아조프-흑해 지역 및 그 인근의 안보 보장, 항해 자유 원칙 보호
- 점령으로 인한 환경 및 경제적 결과를 극복.
크림 플랫폼은 가입을 위해 열려 있다. 이는 우크라이나가 모든 국가가 작업에 참여하고 인권 보호, 항해의 자유, 국제법 및 국제 인도법, 환경 보호, 문화, 교육, 종교와 같은 외교 정책의 우선 순위 측면에 정확하게 초점을 맞추도록 초대한다는 것을 의미한다. 인권 - 플랫폼의 문은 모든 국가에게 열려 있다.

## 참석자

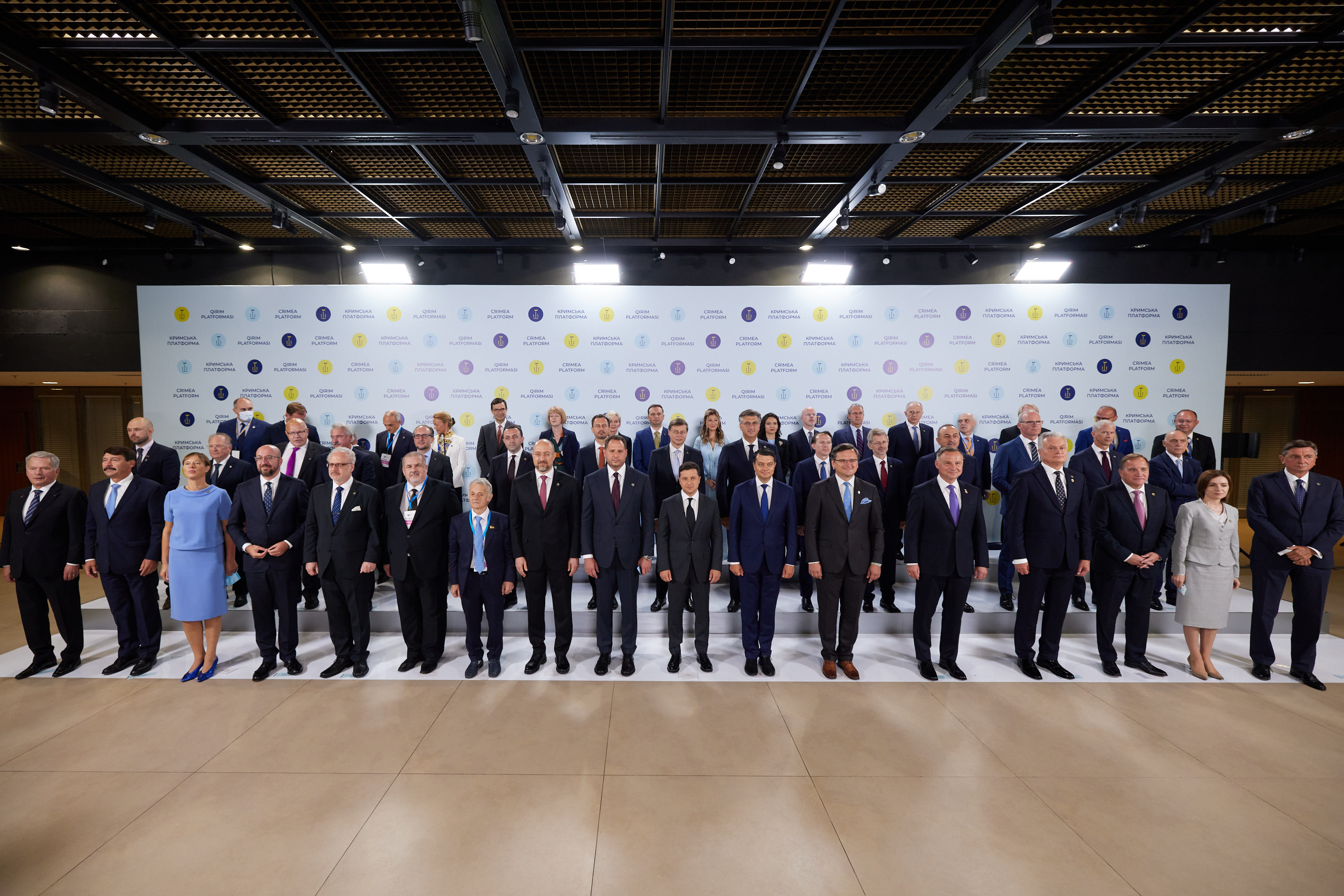
제1차 크림 플랫폼 서밋 참석자들

2021년 8월 23일 키예프에서 국제회의인 크림 플랫폼이 개최되었다. 크림 플랫폼 창설 회의에는 모두 46개 국가 및 국제기구 대표들이 참석했다. 그 중 14명은 국가 및 정부 수반, 2명은 의회 수장, 10명 이상은 장관 및 정부 인사, 4명의 국제 기구 수장이 함께 했다. 창립 정상 회담은 최고 정치 수준에서 이루어진 플랫폼의 첫 번째 행사였으며 공식적으로 활동을 시작했다.

### G7 회원국
- 캐나다
- 프랑스
- 독일
- 이탈리아
- 일본
- 영국
- 미국

### 다른 참석자들
- 라트비아
- 리투아니아
- 에스토니아
- 폴란드
- 슬로바키아
- 헝가리
- 몰도바
- 슬로베니아
- 핀란드
- 루마니아
- 조지아
- 크로아티아
- 스웨덴
- 스위스
- 체코
- 터키
- 스페인
- 이스라엘
- 벨기에
- 룩셈부르크
- 오스트리아
- 네덜란드
- 아일랜드
- 덴마크
- 불가리아
- 몬테네그로
- 북마케도니아
- 포르투갈
- 노르웨이
- 뉴질랜드
- 몰타
- 호주
- 키프로스
- 그리스
- 아이슬란드
- 알바니아
- 나토(NATO)
- 유럽 연합(European Council)
- 유럽 연합(European Commission)
- 유럽 평의회(Council of Europe)
- 민주주의와 경제 발전을 위한 구암 기구(GUAM)

회의연설은 우크라이나 대통령, 국회(Verkhovna Rada) 의장, 총리, 크림 타타르인 지도자, 외국 사절단 대표, 크림 플랫폼 전문가 대표들이 하였다.
회의 기간 동안 다음의 주제로 4개의 패널 토론이 진행되었다.
• 불인정 및 제재 정책
• 안보 문제
• 일시적으로 점령된 크림반도의 인권 보호
• 크림 타타르인의 권리 회복

#### 선언문
창설회의 결과로 "크림은 우크라이나다"라는 공식의 불변성을 확인하고 임시로 점령된 크림과 주변지역에서 러시아 연방의 범죄를 비난하고 우크라이나 반도의 점령에 대한 국제 정책의 변수를 설명하는 국제 크림 플랫폼 공동 선언문에 참가자들이 서명했다.

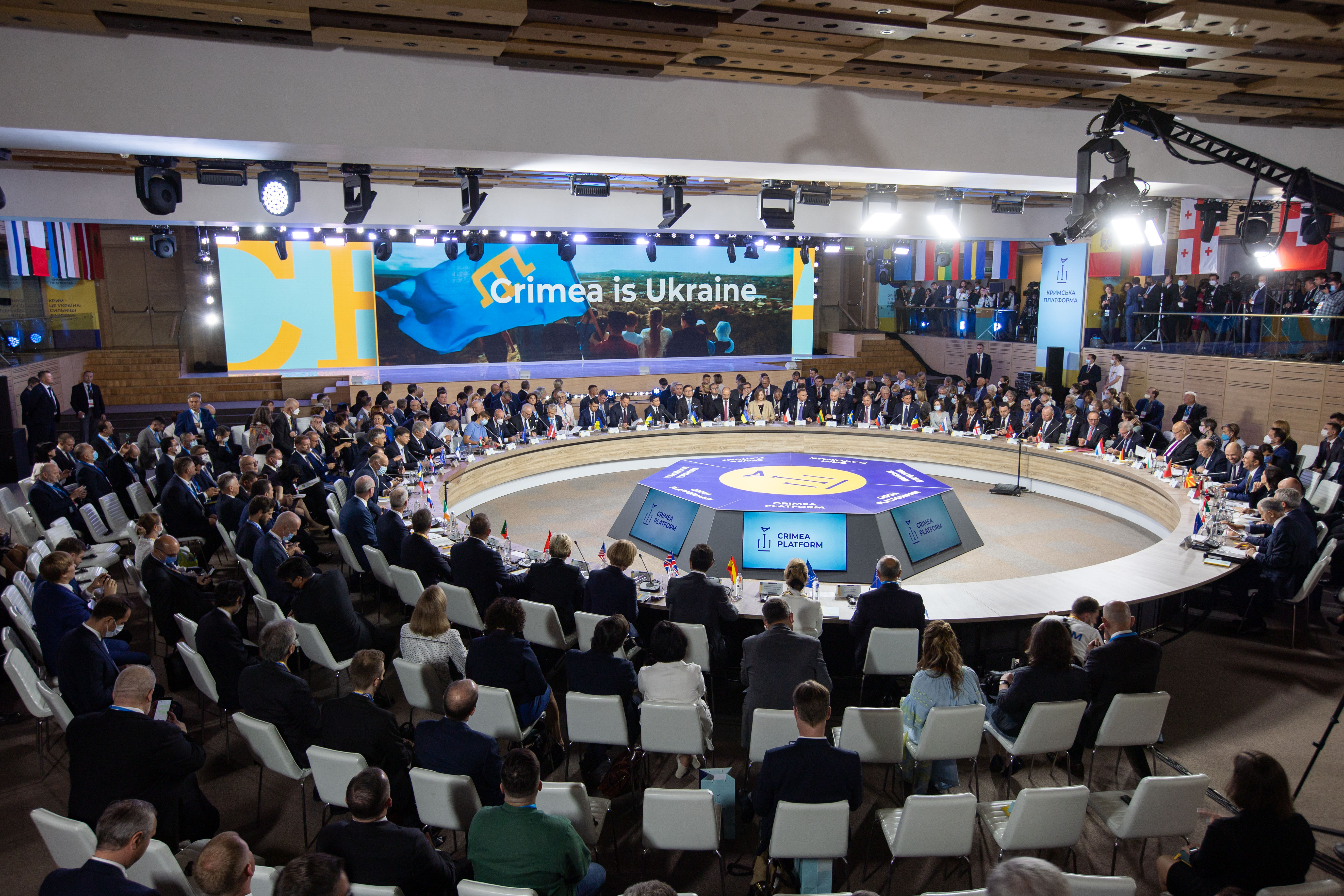
서밋 회의

창설 국제 회의는 러시아 연방의 반대에도 불구하고 우크라이나가 크림반도 반환을 위한 국제 연합의 응집력을 결집했으며 그 수는 지속적으로 증가할 것임을 보여주었다. 우크라이나는 크림반도의 임시 점령, 대규모 인권 침해, 국제 인도주의 및 해양법, 점령과 관련된 기타 범죄에 대해 즉각적으로 대응하지 않는 것은, 실제로 러시아 연방 및 세계 다른 나라 제국주의 정권이 세계 민주주의 규칙에 반해 추가 공격을 할 수 있는 기회를 제공한다는 사실이 국제 파트너들 사이에 공통의 이해 개념으로 성립되었다.
크림 플랫폼의 활동은 정부 간, 의회 간, 전문가들의 교류를 통해 여러 분야와 다양한 수준에서 이루어진다. 이 특별한 구조 덕분에 크림 플랫폼의 각 레벨은 서로를 강화하고 보완할 수 있다. 이것은 외교관의 노력 외에도 의회 및 전문 외교의 매우 중요한 구성 요소를 포함하는 우크라이나 역사상 최초의 독특한 국제 형식이다.
크림 플랫폼 지원 그룹은 라트비아와 리투아니아 의회에서 NATO 의회와 협력하여 우크라이나 국회(Verkhovna Rada)에 의해 만들어졌다. 2021년 8월 6일, 33개국에서 온 200명 이상의 우크라이나 및 외국 전문가 및 과학자들이 참석한 크림 플랫폼 전문가 네트워크 창립 포럼이 키예프에서 개최되었다. 네트워크는 점령된 크림반도와 흑해 및 아조프 해 지역의 상황에 대한 지속적인 모니터링과 상세한 분석을 제공하고 크림 플랫폼 활동의 우선 순위 영역에 대한 실질적인 아이디어와 제안을 개발하며 국내 및 국제 문제. 크림반도 점령 정책에 대한 전문적인 조언 등을 제안한다.

## 같이 보기
- 크림반도의 역사